# Rouvroy-en-Santerre
Rouvroy-en-Santerre é uma comuna francesa na região administrativa de Altos da França, no departamento de Somme. Estende-se por uma área de 7,35 km². Em 2010 a comuna tinha 219 habitantes (densidade: 29,8 hab./km²).